# Trachymyrmex saussurei
Trachymyrmex saussurei är en myrart som först beskrevs av Auguste-Henri Forel 1885.  Trachymyrmex saussurei ingår i släktet Trachymyrmex och familjen myror. Inga underarter finns listade i Catalogue of Life.